# Patogen-associerade molekylära mönster
Patogen-associerade molekylära mönster avser mönster som celler i det ospecifika immunförsvaret känner igen hos patogener. Vissa celler har speciella receptorer, pattern recognition receptors (PRR), som känner igen evolutionärt bevarade molekylära mönster hos patogener, så kallade pathogen associated molecular patterns (PAMP). PAMP uttrycks aldrig av våra egna celler och därför orsakar det ospecifika immunförsvaret aldrig autoimmuna sjukdomar.